# خاندان شرواشیدزه
خاندان شرواشیدزه (گرجی: შარვაშიძე-შერვაშიძე) یک خاندان حاکم گرجی-آبخازی بود که بر شاهزاده‌نشین آبخازستان حکومت می‌کرد. این خاندان در دوران حکومت ایراکلی دوم، پادشاه گرجستان، در امپراتوری روسیه به عنوان یکی از خاندان‌های شاهزادگان گرجی به رسمیت شناخته شد که نام آنها در معاهده گئورگیفسک ثبت شده بود.

## ریشه و تاریخچه
نام این خاندان در قالب گرجی با پسوند «-دزه» (به معنی "پسر") آمده است، اما گفته می‌شود که در سدهٔ دوازدهم میلادی، نام اصلی این خاندان از شروان‌شاهان، سلسله‌ای که در شروان حکمرانی می‌کرد، گرفته شده است. بنا بر تاریخ گرجستان، شاهزادگان شروان پس از فتح این منطقه توسط داویت چهارم، پادشاه گرجستان در سال ۱۱۲۴، املاک و امتیازاتی در آبخازستان دریافت کردند.
با این حال، پاول آنچابادزه، پژوهشگر، این تبارنامه را رد کرده و بر این باور است که خاندان شرواشیدزه یک سلسلهٔ محلی آبخازی بوده که برای مشروعیت‌بخشی به حکومت خود، تبار خارجی برای خود جعل کرده است. نام دیگر این خاندان در آبخاز چاچبا (Çaçba) بوده است.
نخستین فرد از این خاندان که قدرت شاهزادگی را در آبخازستان به دست گرفت، حدود سال ۱۳۲۵ میلادی تحت تابعیت پادشاهان گرجی به قدرت رسید. با این حال، تنها پس از فروپاشی نهایی حکومت واحد فئودالی گرجستان در اواخر سدهٔ پانزدهم بود که شاهزادگان آبخاز استقلال کامل خود را به دست آوردند. با این وجود، آنها به‌زودی به دولت عثمانی وابسته شدند و تحت تابعیت آن درآمدند.

## روابط با امپراتوری روسیه
در اواخر سدهٔ هجدهم میلادی، شاهزادگان شرواشیدزه به اسلام گرویدند، اما با شدت گرفتن رقابت بین روسیه و عثمانی بر سر منطقه، چندین بار میان اسلام و مسیحیت تغییر دین دادند. در نهایت، گرایش به روسیه برتری یافت و آبخازستان در سال ۱۸۱۰ میلادی به امپراتوری روسیه پیوست. در این زمان، خاندان شرواشیدزه از سوی روسیه در رتبهٔ شاهزادگی تأیید شد.

## نوادگان
بر اساس گفته‌های نیکولوز شرواشیدزه، رئیس کنونی این خاندان، نوادگان ارشد شاخهٔ اصلان‌بِی همچنان در گرجستان زندگی می‌کنند، در حالی که شاخهٔ کوچک‌تر این خاندان در ترکیه منقرض شده است. نیکولوز در حال حاضر دانشجوی دانشگاه تگزاس در آستین در دانشکدهٔ تجارت مک‌کامبز است و در آستین، تگزاس اقامت دارد.